# Maironas
Maironas (en francès Mayronnes) és un municipi francès situat al departament de l'Aude i a la regió d'Occitània.